# Lorenzo López
Lorenzo López (Alacant, 10 d'agost de 1680 - Alacant, maig de 1758) fou un cronista, jesuïta i professor valencià.
Va rebre formació en gramàtica, arts, lògica i filosofia a Alacant, defensant conclusions públiques de dialèctica. Continuà la seva formació a la Universitat de València, especialitzant-se en Filosofia i, després d'ingressar el 1698 a la Companyia de Jesús, realitzà tasques docents als col·legis de l'orde a Tarragona (on impartí poesia llatina i retòrica), Manresa (arts) i Vic (teologia). Després de professar els quatre vots establerts per la Companyia el 1714, retornà a València, on ocupà la càtedra de teologia del Col·legi de Sant Pau; també exercí el càrrec de rector als col·legis jesuïtes de Tortosa i Alacant. Els contemporanis el consideren un personatge d'aficions literàries, de sòlida formació i tracte amable, amant del púlpit i el confessionari. Publicà dues obres de característiques similars: Declamación fúnebre en las exequias que la ciudad de Alicante consagró a la memoria del serenísimo señor Francisco I, Duque VII de Parma (1727) i Oración fúnebre en las reales exequias que la ciudad de Alicante consagró a la memoria del glorioso, y católico rey Felipe V, el Animoso (1747). Ordenà i completà una Historia o Crónica de la ciudad de Alicante (1752), que inicià el seu company d'orde Juan Bautista Maltés.